# جو جو وایت
جو جو وایت (انگلیسی: Jo Jo White؛ زاده ۱۶ نوامبر ۱۹۴۶- ۱۶ ژانویهٔ ۲۰۱۸) یک بازیکن بسکتبال اهل ایالات متحده آمریکا بود.